# Muang Hinboun
Muang Hinboun är ett distrikt i Laos.   Det ligger i provinsen Khammuan, i den centrala delen av landet, 210 km öster om huvudstaden Vientiane.